# Municipalidade (Nigéria)
As municipalidades, no original em inglês townships, são um tipo de subdivisão administrativa urbana da Nigéria, estabelecida no tempo do Governo Colonial Britânico pela 1917 Township Ordinance.

## Evolução histórica
A colonização britânica da África Oriental e Ocidental fez-se através da construção de caminhos de ferro e a criação de postos governamentais, rapidamente renomeados como townships.
O administrador colonial britânico Frederick Lugard criou na Nigéria uma dupla estrutura na administração local: As Autoridades Nativas, para a população "nativa", e as townships, ou municipalidades, como uma derivação dos acantonamentos indianos. A Nigerian Township Ordinance de 1917 abandonou os termos "posto governamental" e "acantonamento", que haviam sido usados na anterior Cantonment Proclamation de 1904, passando a definir a municipalidade como "um enclave fora da jurisdição da autoridade nativa e dos tribunais nativos, que é assim aliviada da difícil tarefa (estranha às suas funções) de controlar nativos estrangeiros, funcionários do governo e europeus. A Township Ordinance de 1917 define o conceito de acantonamento como uma aproximação progressista à administração municipal, providenciando a "criação, constituição e administração de todas as cidades e municipalidades da Nigéria, com excepção daqueles aldeamentos nativos em que a população é suficientemente homogénea para ser administrada por uma Autoridade Nativa". As novas municipalidades tinham, na sua maioria, a mesma relação com as cidades existentes que os acantonamentos tinham com as cidades e vilas indianas.
Segundo a Township Ordinance de 1917, as municipalidades podem ser de primeira, segunda e terceira categoria, com base na sua população e serviços disponíveis, incluindo o abastecimento de água, estradas e electricidade. Estas infraestruturas básicas alteram a base económica das townships, facilitando o trabalho de números crescentes de funcionários administrativos e outros profissionais. Além de reordenar a integração económica, política e administrativa das municipalidades, este novo desenvolvimento aumentou o uso de tecnologias urbanas, atraindo mais população e contribuindo para o crescimento demográfico da municipalidade.
Em 1919, Lagos era a única municipalidade de primeira ordem, existindo 18 municipalidades de segunda ordem, e 50 de terceira ordem, 38 das quais nas Províncias do Sul. As municipalidades de terceira ordem eram descritas como "postos do governo, com uma população nativa pequena, mas variada".
Durante a primeira metade do século XX, o estatuto das municipalidades na Nigéria parece ter sido muito fluido.